# Über Alles
Über Alles – trzeci album studyjny industrialnego zespołu Hanzel und Gretyl. Został wydany 20 maja 2003 roku. Ze względu na tytuły nawiązujące do narodowego socjalizmu (takie jak: SS Deathstar Supergalactick oraz Third Reich From The Sun), album nie został doceniony przez krytyków. Warto wspomnieć, że główną ideą albumu to satyra totalitarnych reżimów. Jakkolwiek album został dobrze przyjęty, jednakże nie odniósł już takiego wielkiego sukcesu jak dwie poprzednie płyty. Album jest zakazany w Niemczech.

## Lista utworów
1. "Overture" – 2:44
2. "Third Reich From The Sun" – 3:16
3. "Ich Bin Über Alles" – 3:06
4. "Komm Zu Uns" – 3:53
5. "Mach Schnell" – 3:32
6. "SS Deathstar Supergalactick" – 4:03
7. "Let the Planets Burn" – 3:24
8. "Intermission" – 1:06
9. "11:11" – 2:32
10. "Verbotenland" – 4:01
11. "Transplutonian Annihilation" – 3:39
12. "Mein Kommandant" – 5:51
13. "Aufwiedersehen" – 4:16